# Fritz Schütz (Prediger)
Johann Jakob Friedrich „Fritz“ Schütz (* 14. April 1833 in Walldorf; † 22. April 1888 in New Ulm / Minnesota) war ein deutschamerikanischer Prediger und Schriftsteller.

## Leben
Fritz Schütz studierte in den 1850er Jahren Naturwissenschaften, Philologie und Philosophie an der Universität Heidelberg, später wechselte er ganz zur Philologie, um Lehrer zu werden. Von 1861 bis 1866 arbeitete er als Lehrer in Schwetzingen, bis er in Konflikt mit den Behörden kam und kündigte. Anschließend war er Prediger der Freien Religionsgemeinde in Apolda. Seit 1869 gab er die nationale Freidenker-Zeitschrift „Menschenthum“ heraus. 
1871, nach Gründung des Deutschen Kaiserreiches, wanderte Schütz nach Amerika aus, zunächst nach Philadelphia, ab 1873 dann nach Milwaukee, Wisconsin und später nach New Ulm, Minnesota, wo er sich der Turner-Gemeinde anschloss. Er förderte den rationalen Atheismus. 

## Veröffentlichungen (Auswahl)
- Eine Stimme aus der evangelisch-protestantischen Gemeinde zur Beleuchtung des Kirchenbuchstreites. Löffler, Mannheim 1859.
- Die Glaubenserneuerung des neunzehnten Jahrhunderts: allen selbständig Denkenden vorgelegt.
  - Bd. 1: Wissenschaft und Bibel oder das Charakterbild Jesu von Dr. D. Schenkel und die Evangelien. Schneider, Mannheim 1866.
  - Beiblatt 2: Enthaltend meine Antrittsrede als Prediger und Religionslehrer der freireligiösen Gemeinde Apolda in Sachsen-Weimar. Apolda 1866.
- Die Widersprüche in den Evangelien und Urtheil über die Schriften Alten und Neuen Testaments. Schneider, Apolda 1869.
- Einige Worte der Erwiderung auf die Angriffe gegen die freireligiöse Richtung in „Die Religion der Gartenlaube: ein Wort an die Christen unter ihren Lesern, Eckartsberga 1868“. Selbstverlag, Apolda 1869.
- Das Heil der Völker.
  - Bd. 1. Doerflinger, Milwaukee, Wis. 1879.
  - Bd. 2: Der Protestantismus und sein Einfluß auf den Wohlstand im Verhältniss zum Katholizismus und zum Menschenthum. Doerflinger, Milwaukee, Wis. 1880.
- Kritiken und Debatten, Abhandlungen und Gedichte. Selbstverlag, Carver, Minn. 1881.
- Unsterblichkeit. 2. Aufl. Selbstverlag, Carver, Minn. 1882.